# Creoleon corsica
Creoleon corsica là một loài côn trùng trong họ Myrmeleontidae thuộc bộ Neuroptera. Loài này được Hagen miêu tả năm 1860.